# Takaaki Shichi
Takaaki Shichi (jap. 志知 孝明, Shichi Takaaki; * 27. Dezember 1993 in der Präfektur Gifu) ist ein japanischer Fußballspieler.

## Karriere
Takaaki Shichi erlernte das Fußballspielen in der Jugendmannschaft des FC Gifu sowie in der Universitätsmannschaft der Tokai Gakuen University. Von April 2015 bis Januar 2016 wurde er von der Tokai Gakuen University an den Erstligisten Matsumoto Yamaga FC ausgeliehen. Am Ende der Saison musste der Klub in die zweite Liga absteigen. Nach Ende der Ausleihe wurde er von Matsumoto Anfang 2016 fest verpflichtet. Von Juli 2017 bis Januar 2018 wurde er an Fukushima United FC ausgeliehen. Mit dem Verein aus Fukushima spielte er 16-mal in der dritten Liga, der J3 League. 2019 unterschrieb er einen Vertrag beim Zweitligisten Mito Hollyhock in Mito. Für Mito absolvierte er 39 Zweitligaspiele. Anfang 2020 wurde er von dem Erstligaaufsteiger Yokohama FC aus Yokohama unter Vertrag genommen. Nach 33 Spielen wechselte er Anfang 2021 zum Zweitligameister und Aufsteiger Avispa Fukuoka nach Fukuoka. Für den Verein absolvierte er 63 Erstligaspiele. Im Januar 2023 nahm ihn der ebenfalls in der ersten Liga spielende Sanfrecce Hiroshima unter Vertrag. Am Ende der Saison 2024 wurde er mit Sanfrecce Hiroshima Vizemeister der Liga. Am 1. Februar 2025 wechselte er auf Leihbasis zu seinem ehemaligen Verein Avispa Fukuoka.

## Erfolge
Sanfrecce Hiroshima
- Japanischer Vizemeister: 2024